# Swen Harder

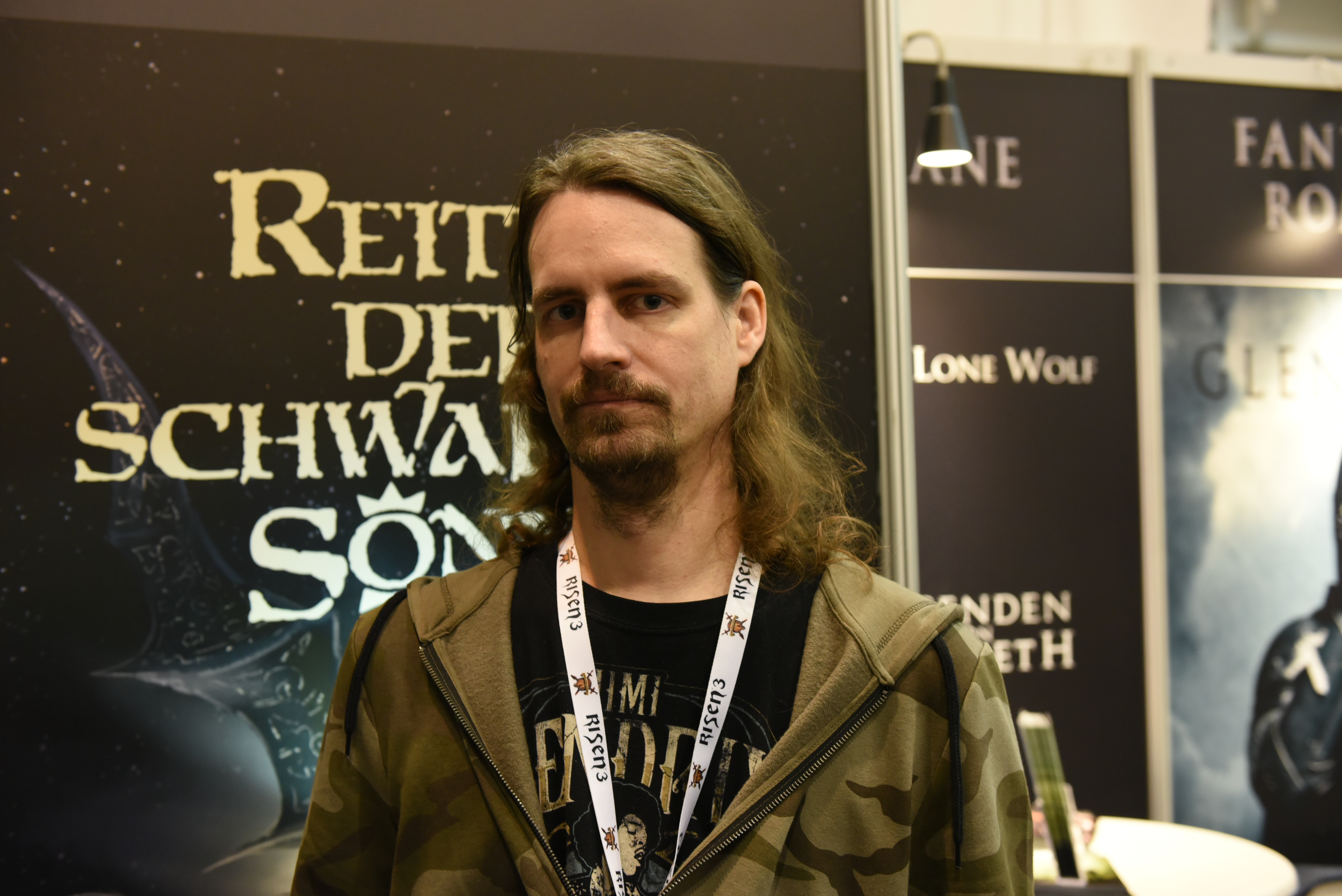
Swen Harder 2017 in Essen

Swen Harder (* 1974 in Erbach, Odenwald) ist ein deutscher Autor von Spielbüchern und Rollenspielliteratur.
Er erhielt für sein Erstlingswerk „Reiter der schwarzen Sonne“ (2014) sowie „Metal Heroes – and the Fate of Rock“ (2017) unter anderem den Deutschen Rollenspielpreis.

## Leben
Harder arbeitet seit 1998 in der Videospielbranche. Zunächst als Redakteur für diverse Print-Magazine (u. a. für Mega Fun, SEGA Magazin, PlayStation Games, Das offizielle PlayStation Magazin, play³, Games Aktuell). Seit 2011 ist er bei Nintendo of Europe als Game Tester angestellt. Er lebt mit seiner Frau im südhessischen Odenwald.
Harders Schwester, Corinna Harder, ist eine deutsche Autorin von Kinder- und Jugendliteratur.

## Werk

### Spielbücher
- Reiter der schwarzen Sonne. Mantikore-Verlag, 2012, ISBN 978-3-96188-080-5.
- Metal Heroes – and the Fate of Rock. Mantikore-Verlag, 2016, ISBN 978-3-939212-60-7.

### Spielbücher als Co-Autor
- Bonusabenteuer Echos des Mondsteins in Jagd nach dem Mondstein von Joe Dever, Mantikore-Verlag, 2016, ISBN 978-3-945493-09-0.

### Spiele
- LandXcape – Das geheimnisvolle Amulett: Eine Escape-Rallye quer durch Bayern, Groh 2022.
- LandXcape – Der Schatz der Freibeuter: Eine Escape-Rallye entlang der Küste von Nord- & Ostsee, Groh 2022.
- Sammelkarten-Spiel Final Stage (als Supplement des Magazins PlayStation Games), Januar 2000, Computec Media[2]
- Poker für Rocker und Zocker., Kartenspiel. Mantikore-Verlag 2016.

### Auszeichnungen
- RPC Jury Award 2013, Deutscher Rollenspielpreis 2014 („Bestes Regelwerk“)[3] jeweils für „Reiter der schwarzen Sonne“
- RPC Most Promising Award 2014, Goldener Stephan 2016 („Bestes Spielbuch“),[4] Deutscher Rollenspielpreis 2017 („Bestes Regelwerk“)[5] jeweils für „Metal Heroes – and the Fate of Rock“
- RPC Jury Award 2017[6] für „Die Jagd nach dem Mondstein“ (als Co-Autor)